# François-Marie d’Aboville

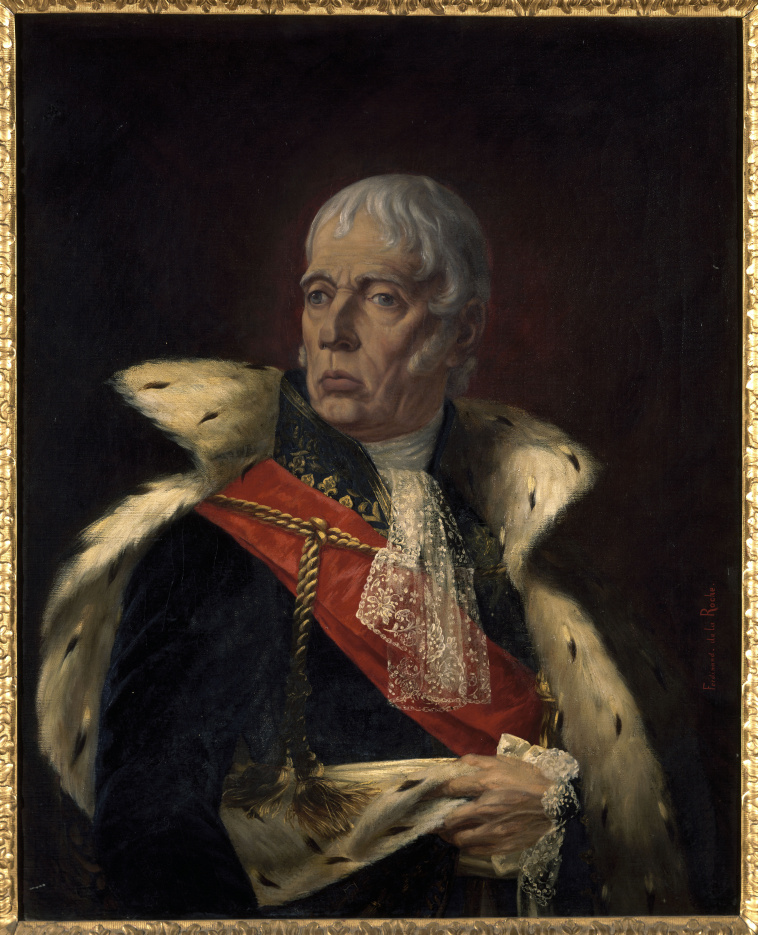
Porträt von François-Marie d’Aboville

François-Marie d’Aboville (* 23. Januar 1730 in Brest; † 1. November 1817 in Paris) war ein französischer Général de brigade der Artillerie und Politiker.
Seine Söhne waren Augustin-Gabriel d’Aboville und Augustin-Marie d’Aboville.

## Leben

### Herkunft
François-Marie d’Aboville ist der Nachkomme einer alten Adelsfamilie aus der Normandie und hat viele Offiziere in seiner Familie. Die Geschichte der Familie d’Aboville beginnt Ende des 15. Jahrhunderts mit Guillaume, Gilles, Jacques, Thomas und Jean d’Aboville aus der Pfarrei Gonneville bei Valognes.
Bernardin d’Aboville, der Vater, war Provinzkommissar und Kommandeur der Artillerie von Brest. Sein Vater starb in seinem Geburtsjahr und wurde von seinem Onkel, dem Ritter und Generalleutnant Julien d’Aboville, Befehlshaber der Artillerie der Armeen des Marschall von Sachsen erzogen.

### Militärkarriere
Er ging mit 14 Jahren zur Armee und diente als Adjutant unter seinem Onkels in der Schlacht bei Fontenoy (11. Mai 1745) und Lauffeld (2. Juli 1747) sowie anderen Plätzen des Österreichischen Erbfolgekrieges. Nachdem er sich noch 1759 als Artillerieführer unter dem Befehl von Marschall d’Armentières während der Belagerung von Münster bewährte, durchlief er bis zum Ende des Siebenjährigen Krieges nacheinander alle Ränge bis zum Obersten. Während des Amerikanischen Unabhängigkeitskrieges organisierte er 1780 die Artillerie des französischen Expeditionskorps unter dem Grafen von Rochambeau. Für seine Leistungen während der Schlacht von Yorktown wurde er am 5. Dezember 1781 zum Brigadier der Artillerie ernannt und mit dem Militärorden des Heiligen Ludwig geehrt. Nachdem er als Ingenieur der Pariser Werft fungierte, folgte am 9. März 1788 die Ernennung zum Maréchal de camp.

### In den Revolutionskriegen
Nach Ausbruch der Französischen Revolution von 1789 wurde er Mitglied des Militärausschusses in Paris und reorganisierte das Transportsystem der Artillerie. Am 7. September 1792 wurde er zum Generalleutnant und Artillerieführer der Nord- und der Ardennen-Armee ernannt. In der Schlacht von Valmy unter General Kellermann führte er die Artillerie, die beim Sieg entscheidenden Anteil hatte. Vom 29. März bis 28. April 1793 war er Stabschef der Mosel-Armee. Der Nationalkonvent bestätigte noch im April 1793 seinen Rang als Brigadegeneral, doch die folgende Schreckensherrschaft machte ihn seiner adeligen Herkunft wegen verdächtig. Er wurde in Soissons mit seiner ganzen Familie inhaftiert. Erst der Sturz von Robespierre am 9. Thermidor brachte ihm Ende Juli 1794 seine Freiheit zurück. Nach seiner Entlassung wurde ihm die Organisation der Artillerie der Festungen von Valenciennes, Condé, Landrecies und Le Quesnoy anvertraut. Er inspiziert die Artillerie der Festungen in Belgien und Holland und wurde dann zum Direktor des Pariser Arsenals und zum Präsidenten des Zentralkomitees für Artillerie ernannt.
Nach dem 18. Brumaire (9. November 1799) wurde er vom Ersten Konsul Bonaparte zum ersten Generalinspektor der gesamten Artillerie ernannt. Am 14. September 1802 wurde er Mitglied des Senats und später Vizepräsident der konservativen Partei in Besançon. Am 14. Juni 1804 wurde er zum Großoffizier der Ehrenlegion ernannt. Ab Oktober 1805 fungierte er als Kommandeur der Nationalgarde von Doubs. Am 26. März 1807 wurde er zum Gouverneur von Brest bestellt und am 26. Mai 1808 zum Baron des Kaiserreiches ernannt. Während der Walcheren-Expedition von 1809 fungierte er als Befehlshaber einer Reservearmee, die den von der Landung der Briten bedrohten Hafen von Antwerpen schützen sollte. Nach dem Sturz Napoleon I. unterstützte er die Rückkehr der Bourbonen. Er verstarb 1817 und wurde auf dem Pariser Friedhof von Père-Lachaise beigesetzt.

## Ehrungen
- Träger des Ordens Grand’croix de Saint-Louis
- 1804 Grand Officier der Ehrenlegion
- 1807 Baron des Kaiserreiches
- 1815 erhielt er den erblichen Titel Pair von Frankreich im Rahmen der Restauration